# عادل خزام
عادل خزام (ولد في دبي عام 1964م) شاعر وإعلامي وكاتب إماراتي، يكتب زاوية (دروب) في صحيفة الاتحاد الإماراتية، ويعد من أبرز التجارب الأدبية في الإمارات العربية المتحدة. صدر له مجموعة من المجموعات الشعرية والمؤلفات الأدبية والفنية، منها كتب (في الضوء والظل وبينهما الحياة: كشف بتجارب 30 فناناً تشكيلياً من الإمارات)، وديوان (الربيع العاري). وهو حاصل على عدد من الجوائز الأدبية.

## التعليم
- حاصل على البكالوريوس في إدارة الأعمال من جامعة الإمارات عام 1986م.[6]

## العمل
- شغل منصب مدير إدارة تخطيط المحتوى في قطاع التلفزيون في مؤسسة دبي للإعلام.[7]
- شغل منصب رئيس تحرير الأخبار في قناة دبي الاقتصادية.
- كتب في عدد من المطبوعات منها: جريدة الاتحاد الإماراتية، ومجلة الصدى التي تصدر من دبي.[2]

## الإصدارات

### المؤلفات
| الكتاب                                                                 | التاريخ | ملاحظات                                |
| ---------------------------------------------------------------------- | ------- | -------------------------------------- |
| تحت لساني                                                              | 1993    | شعر                                    |
| الوريث                                                                 | 1997    | شعر                                    |
| في الضوء والظل وبينهما الحياة: كشف بتجارب 30 فناناً تشكيلياً من الإمارات | 2002    | دراسة                                  |
| الستارة والأقنعة: قراءات في مسرح الإمارات                              | 2003    | دراسة                                  |
| السعال الذي يتبع الضّحك                                                 | 2006    | شعر                                    |
| مسكن الحكيم: التأمل تحت شجرة المحبة الأكبر من الكون                    | 2010    | [ 11 ]                                 |
| الظل الأبيض                                                            | 2013    | رواية                                  |
| الحياة بعين ثالثة                                                      | 2014    | [ 13 ]                                 |
| رفيف الظل                                                              | 2015    | نصوص مشتركة مع قاسم حداد وسعد الدوسري. |
| ريش الكلمات المسافرة: نقوش ومسارات في الحب والحياة                     | 2018    | [ 14 ]                                 |
| 60 رسالة إلى شاعر                                                      | 2018    | [ 15 ]                                 |
| الربيع العاري                                                          | 2019    | شعر                                    |
| الكتاب السري للعشاق: أسرار وابتهاجات الروح التائهة                     | 2021    | [ 16 ]                                 |
| كتاب الحب                                                              | 2022    | شعر                                    |
| عاشق البحر: ثاني بن عبدالله السويدي                                    | 2022    | [ 18 ]                                 |

### الترجمات
| الكتاب                                                | المؤلف       | التاريخ | ملاحظات |
| ----------------------------------------------------- | ------------ | ------- | ------- |
| طريق قديم سحب بيضاء: سيرة حياة المستنير بوذا وتعاليمه | ثيت نات هانه | 2019    | [ 19 ]  |

## الجوائز
- حصل على جائزة «توليولا» الإيطالية الدولية للأدب عن فرع الشعر عام 2021، عن مجموعته الشعرية «الربيع العاري».[20]
- حصل على جائزة أفضل شاعر دولي للعام 2021 من المركز الدولي للترجمة والأبحاث الشعرية في الصين؛ وذلك لإسهاماته الواضحة في تعزيز حضور الشعر على مستوى العالم من خلال أنطولوجيا (شجرة شعر العالم).[5]
- الجائزة الأولى والميدالية الذهبية في فئة النثر الأدبي، عام 2024، عن كتابه ( بريد الفيلسوف ) من قبل منظمة كتاب العالم.[21]